# Наваждение (фильм, 1949)
«Наважде́ние» (англ. Obsession), в американском прокате «Тайная комната» (англ. The Hidden Room) — британский детективный фильм режиссёра Эдварда Дмитрыка, вышедший на экраны в 1949 году.
В основу сценария фильма положен роман «Человек о собаке» Алека Коппела, который также написал и сценарий. Роберт Ньютон играет психиатра, доктора Клайва Риордана, безумно ревнивого мужа неверной Сторм Риордан. Узнав о романе своей жены с американцем Биллом Крониным, Риордан похищает его и приковывает цепью в заброшенном доме, намереваясь растворить в ванне с кислотой. Собака жены, однако, в последний момент разрушает весь этот план.
В 1949 году фильм принимал участие к конкурсной программе Каннского кинофестиваля.

## Сюжет
Действие фильма происходит в Лондоне в первые годы после Второй мировой войны. Вечером в элитном джентльменском клубе психиатр доктор Клайв Риордан (Роберт Ньютон) не может сосредоточиться на беседе, и всё время напряжённо смотрит то на часы, то на карман своего пальто. Затем он резко встаёт, берёт такси и приезжает домой. Дверь открывает заспанный слуга, который говорит, что не ожидал возвращения хозяина ещё в течение двух недель. Слуга также сообщает, что жена доктора уехала в город. Клайв отпускает его спать, а сам проходит в гостиную, плотно закрывает шторы, достаёт пистолет и в ожидании садится разгадывать кроссворд.
Наконец, приезжает жена Клайва, красавица Сторм (Сэлли Грэй) в сопровождении молодого весёлого американца Билла Кронина (Фил Браун). Билл ставит лёгкую музыку, начинает танцевать и говорить о любви, но в этот момент из тени выходит Клайв. Он вежливо здоровается с любовниками и выходит за выпивкой в соседнюю комнату. В его кратковременное отсутствие Билл и Сторм договариваются, что провели вечер в опере. Вернувшись в гостиную, Клайв предлагает паре сесть и угощает напитками, расспрашивая, как они провели вечер. Ложь с посещением оперы не срабатывает, так как по словам Клайва, концерт был отменён из-за болезни дирижёра. Тогда Билл быстро придумывает версию, что они были в ресторане «Савой». Клайв тут же звонит директору ресторана и выясняет, что его жены сегодня там не было. Порядком напуганные, Сторм и Билл порываются уйти и дома, однако Клайв останавливает их, выстрелив из пистолета в дверной косяк. Тогда Сторм звонит подруге и выясняет, что концерт всё-таки состоялся, однако, по словам, Клайва, она сделала «это умно, но поздно».
Усадив парочку обратно на диван, Клайв говорит, что следил за ними уже давно, так как ещё во время их первой встречи понял, что у Сторм с Биллом начнётся роман. На этот раз Клайв решил положить конец постоянным изменам Сторм, убив её очередного любовника. Билл оказался в этом деле совершенно случайно, и Клайв, по его словам, не испытывает к нему никакой личной неприязни. В этот момент Сторм хватает со стола пистолет и направляет его на Клайва. Тот начинает надвигаться на жену, требуя выстрелить, и даже даёт ей пощёчину. Не выдержав давления, Сторм нажимает на спусковой крючок, однако выстрела не происходит. В этот момент, воспользовавшись замешательством, Клайв выхватывает пистолет и вставляет в него обойму, которую перед этим незаметно вынул. Подавленная и униженная, Сторм немедленно убегает в свою комнату на второй этаж. Оставшись наедине с Клайвом, Билл пытается оправдаться, что это был лишь безобидный флирт. Однако доктор отвечает, что так уж получилось, что Билл стал последней соломинкой, переполнившей чашу его терпения, и под угрозой оружия выводит любовника жены на улицу…
Вскоре члены джентльменского клуба читают в газете о том, что американец Билл Кронин исчез, и его не могут найти уже пять дней.
Доктор Риордан ведёт приём пациентов в своём медицинском кабинете. К концу приёма приходит Сторм со своей маленькой белой собачкой по кличке Монти. Сторм просит у мужа немного денег, а затем сообщает, что получила письмо от Билла, который пишет, что любит её, ждёт и надеется на её скорый развод с мужем. На это Клайв хладнокровно замечает, что надо срочно передать письмо в Скотленд-Ярд, однако Сторм тут же говорит, что сожгла его. Когда Клайв снимает трубку, чтобы позвонить в Скотленд-Ярд, Сторм не даёт ему набрать номер и быстро уходит со словами «ненавижу». После ухода жены доктор идёт в свою лабораторию, где наполняет кислотой грелку, а также наливает в термос тёплое питьё.
Затем Клайв выходит на улицу, доходит до своего расположенного поблизости гаража, через который проникает в разбомблённый во время войны жилой квартал, и, пройдя мимо развалин, доходит до запертой двери в одном из домов. Открыв дверь, Клайв приветствует Билла, который сидит в комнате на железной цепи. Заметно, что Клайв тщательно подготовил помещение перед тем, как заточить в него Билла. Оно разделено надвое. В одной его части, где находится прикованный цепью Билл, стоит кушетка и столик, а также имеется отдельный санузел с ванной. Остальная часть помещения очерчена мелом, эта черта, которую Билл не в состоянии пересечь. Клайв провёл её специально, чтобы не попасть в руки Билла. В этой части имеется ещё один санузел с ванной, в которую Клайв сливает кислоту из грелки. Клайв даёт Биллу свежую газету, термос и сэндвичи. Билл говорит, что испуган и просит его отпустить, на что доктор отвечает, что через Билла он заставит свою жену страдать, так как она будет догадываться о том, что Клайв что-то сделал с Биллом, но у неё не будет доказательств.
Вскоре Сторм заявляет мужу, что поняла, что это он убил Билла, и собирается сообщить об этом в полицию. На что Клайв, не отрицая этого, хладнокровно говорит, что Билла всё равно не найдут, но зато публичное разглашение этого факта полностью разрушит её репутацию, которой она так дорожит.
В один из дней Клайв в очередной раз из дома направился к Биллу, и буквально через несколько минут к дому подъехала Сторм с вместе с Монти. Выскочив из машины, собака почуяла запах хозяина и побежала его искать. Монти добежала до гаража, затем пробралась по разрушенному кварталу и остановилась у двери, за которой были Клайв и Билл. Клайв открыл дверь и впустил Монти внутрь, чтобы спрятать её от Сторм и тем самым не выдать места заточения Билла. Билл просит оставить Монти у него, так как не видел ни одной живой души, за исключением Клайва, уже в течение 4 месяцев. Клайв, наконец, объясняет Биллу, что сливает кислоту в ванну, так как пришёл к выводу, что наилучшим способом избавиться от трупа является растворить его в кислоте. Чтобы показать Биллу насколько эффективна кислота, Клайв собирается продемонстрировать её действие на Монти. Однако когда Клайв направляется в ванную, Билл швыряет в него термос, попадая ему по голове. Клайв падает и выпускает Монти из рук. Собака перебегает на «территорию» Билла, куда Клайв не решается заходить. Таким образом Монти остаётся с Биллом.
Сторм даёт объявление в газеты о пропаже собаки. Когда Клайв приходит домой, Сторм замечает на воротнике его пальто собачий волос. Вскоре на работу к Клайву приходит суперинтендант Скотленд-Ярда Финсбери (Нонтон Уэйн), говоря, что получил задание провести расследование по заявлению Сторм о пропаже собаки. В конце беседы Финсбери произносит памятную фразу: «Все убийцы — любители, зато ловят их профессионалы». На следующий день Финсбери снова появляется у Клайва, на этот раз интересуясь исчезновением Билла. По его словам, в Скотленд-Ярд поступило анонимное письмо, в котором говорится об отношениях Билла со Сторм перед его исчезновением. Однако Клайв отвечает, что ничего не знал об этом, не угрожал и не желал смерти Биллу, после чего Финсбери уезжает. Клайв идёт к Биллу, рассказывая ему об интересе Скотленд-Ярда. После ухода Клайва Билл занимается обучением Монти выполнению различных команд.
Вскоре Финсбери появляется у Клайва дома, прося показать пистолет. Заметив, что одного патрона в обойме не хватает, Финсбери спрашивает у Клайва, где и когда тот совершил выстрел, а затем сам обнаруживает пулю в дверном косяке. Забрав пистолет на экспертизу, Финсбери удаляется. Придя снова в комнату к Биллу, Клайв размышляет, что лишь три человека могли знать о романе его жены, и среди троих только Сторм могла написать письмо в полицию. Однако Клайв уверен, что проверка ничего не даст, решая на некоторое время затаиться и не предпринимать никаких активных действий. После ухода Клайва, Билл продолжает заниматься с Монти, на этот раз обучая собаку вытаскивать затычку из ванной.
Некоторое время спустя Финсбери приходит к Клайву домой, возвращая ему пистолет. Клайв говорит следователю, что вскоре собирается на некоторое время уехать, странным образом по-простецки называя его «пэл» (приятель), что очень не похоже на использующего рафинированный английский Клайва. Когда, выйдя на улицу, Фибсери слышит, как слово «пэл» используют американские моряки, после чего, позвонив Сторм, выясняет, что это слово часто употреблял Билл. Клайв замечает, что Сторм с кем-то тайно говорит по телефону, однако не успевает определить, с кем и о чём. Взяв пистолет, он приходит к Сторм, обвиняя её в том, что она завела очередного мужчину. На что встревоженная Сторм отвечает, что Клайв запугал или убил Билла, а затем убил и собаку, которая что-то нашла. После ухода Клайва Сторм звонит Финсбери, умоляя его срочно приехать.
В лаборатории Клайв добавляет яд в мартини, который он приготовил для Билла. Билл выпивает, и пока Клайв готовит нечто, чтобы избавиться от пятен крови, Биллу становится плохо. Клайв говорит, что отравил его, после чего идёт в ванную, где неожиданно для себя обнаруживает, что Биллу удалось спустить кислоту из ванной, научив Монти, как открывать затычку. Клайв стремительно направляется в лабораторию, уничтожая все следы приготовления и доставки кислоты.
Тем временем Сторм сообщает прибывшему Финсбери, что чувствует, что Билл жив, но муж его убьёт. На её вопрос где искать Билла, Финсбери отвечает, «там где её муж, а муж там, где его машина», после чего объявляет в розыск автомобиль Клайва. Некоторое время спустя патрульный полицейский замечает приоткрытую дверь в гараж, где видит машину Клайва, о чём немедленно сообщает в Скотленд-Ярд. Вскоре на место прибывает Финсбери вместе с отрядом полиции, заметив их приезд Клайв немедленно скрывается. Полиция обыскивает гараж, обращая внимание на странный выключатель, шнур от которого тянется за пределы гаража. Следуя вдоль шнура, полиция доходит до двери, взламывает её, обнаруживая Билла, живого, но в бессознательном состоянии.
Клайв ожидает суперинтенданта в клубе. Пришедшему Финсбери он заявляет, что совершил идеальное преступление, а затем сам совершил ошибку, не убив Билла раньше. Финсбери его утешает словами, что Билл остался жив, а значит каторга Клайву не грозит.
Сторм приходит к Биллу в больницу, говоря, что уезжает в длительное путешествие и просит вспоминать о ней, на что Билл отвечает: «Я тебя никогда не забуду». Сторм уходит вместе с Монти, однако собака вырывается и прыгает в объятия Билла.

## В ролях
- Роберт Ньютон — доктор Клайв Риордан
- Фил Браун — Билл Кронин
- Сэлли Грэй — Сторм Риордан
- Нонтон Уэйн — суперинтендант Финсбери

## Создатели фильма и исполнители главных ролей
Кинокритик Джефф Стаффорд пишет, что, к сожалению, этот фильм «не столь хорошо известен, как новаторские фильмы нуар Эдварда Дмитрыка 1940-х годов, такие как „Убийство, моя милая“ (1944) и „Перекрёстный огонь“ (1947)», который принёс ему номинацию на Оскар как лучшему режиссёру и приз Каннского фестиваля за лучший фильм социальной направленности. В 1950-е годы Дмитрык поставил такие значимые картины, как фильм нуар «Снайпер» (1952), а также военные фильмы «Бунт на «Кейне»» и «Молодые львы» (1958). Однако, на рубеже 1940-50-х годов Дмитрык «отказался сотрудничать с Комиссией Конгресса по расследованию антиамериканской деятельности, и в результате был включён в голливудский чёрный список наряду с членами печально известной Голливудской десятки». В итоге он
был «вынужден искать для себя работу в Англии». «Наваждение» стал первым из двух фильмов, поставленных Дмитрыком за пределами США.
Фильм поставлен «по театральной пьесе „Человек о собаке“ Алека Коппела (который написал и сценарий), на низком бюджете за 30-дневный съёмочный период». Работа над картиной «поставила перед Дмитрыком некоторые трудные задачи, в частности, найти хорошо обученную собаку, чтобы она сыграла роль маленького терьера Монти. В конце концов, собаку пришлось обучать перед съёмками, и она была застрахована на солидную сумму на случай, если сбежит».
По словам Стаффорда, ещё "более непредсказуемым был Роберт Ньютон, репутация которого как алкоголика с проблемами была хорошо известна. В своей автобиографии Дмитрык написал: «Один из самых приятных, деликатных и тактичных людей в трезвом виде, он превращался в настоящий кошмар в пьяном состоянии, хотя иногда это было и забавно… Он даже внёс залог в 20 тысяч фунтов, чтобы гарантировать свою трезвость во время работы над фильмом. И если бы мы на несколько дней нарушили съёмочный график, я сомневаюсь, что мы бы вообще закончили этот фильм. В последний съёмочный день, со свободой не за горами, за ленчем он начал пить пиво. К моменту, когда я объявил о завершении съёмки последней сцены, его лицо пылало красным. К моменту, когда наша вечеринка по поводу завершения съёмок закончилась, он уже стал мистером Хайдом».
Британский актёр Роберт Ньютон сыграл свои наиболее интересные роли в нуаре «Выбывший из игры» (1947), в драмах по классическим романам «Оливер Твист» (1948) и «Отверженные» (1952), и особенно прославился ролями пиратов, в таких фильмах, как «Остров сокровищ» (1950), «Пират Чёрная борода» (1952) и «Джон Сильвер» (1954). Британская актриса Сэлли Грэй сыграла заметные роли в британских нуаровых мелодрамах «Окно в Лондоне» (1940), «Зелёный означает опасность» (1946), «Они сделали меня беглецом» (1947) и «Знак Каина» (1947), а также в мелодрамах «Опасный лунный свет» (1941), «Карнавал» (1946) и «Безмолвная пыль» (1948). Нонтон Уэйн играл характерные роли в таких заметных фильмах, как «Леди исчезает» (1938) Хичкока и хоррор «Глубокой ночью» (1945), а также в криминальных драмах «Двойное признание» (1950) и «Круг опасностей» (1951).

## Оценка фильма критикой
Как написал Стаффорд, «Дмитрык был заклеймён прессой как коммунист, ведущий подрывную деятельность, что, конечно, нанесло вред его карьере и репутации, и не удивительно, что картина получила очень слабую дистрибуцию, и осталась незамеченной зрительской аудиторией в США». Фильм «оставался незамеченным и недооценённым в течение долгого времени, поскольку слишком немногие смогли его увидеть». Далее Стаффорд пишет, что "среди немногочисленных откликов на фильм на момент его выхода на экраны, большинство носили позитивный характер. Так, в своей рецензии «Variety» отметил, что «мощный саспенс является лейтмотивом первой британской режиссёрской работы Эдварда Дмитрыка», отметив, что «в начале темп фильма можно было бы и ускорить, но вся атмосфера становится плотной, как только начинается официальное расследование Скотленд-Ярда». Еженедельник особенно выделил «актёра Нонтона Уэйна, который стал примером идеального подбора на роль, а его невозмутимая манера игры заслуживает особенно высокой оценки».
Позднее кинокритик Деннис Шварц охарактеризовал картину как «первоклассный британский криминальный триллер», а Барри Гиффорд назвал картину «замечательной», далее написав: «Это великолепный фильм, показывающий действие расчётливого ума, который наслаждаясь предвкушением, наблюдает, как страдает его соперник, а в финале зрителя ожидает хороший предсказуемый поворот. Однако истинная причина смотреть этот фильм — это видеть очаровательную Сэлли Грэй, британскую актрису, которая редко играла в кино. Её видимый ум является частью её красоты, которой у неё этого намного больше, чем у любой другой целлулоидной блондинки».
Стаффорд указывает, что «фильм представляет собой захватывающий психологический триллер, который создаёт значительную угрозу и напряжённость своей мрачной траекторией событий».. Далее он пишет, что фильм представляет собой «напряжённый, сделанный с мрачным юмором, психологический этюд о браке, заключённом в аду, и о его последствиях». Критик отмечает, что «на визуальном уровне этот фильм — чистый нуар, но в плане исполнения, „Наваждение“ можно сравнить в выгодном свете с такими более известными изображениями аномального поведения, которые представлены в фильмах Хичкока „Незнакомцы в поезде“ (1951) и „В случае убийства набирайте «М»“ (1954). Как и Бруно Энтони (в исполнении Роберта Уокера) или Тони Вендис (Рэя Милланда) в тех фильмах, доктор Риордан — это своего рода хитроумный психопат, который разработал идеальное убийство вплоть до последней детали, но пренебрёг возможностью какого-либо недостатка в своём великолепном плане».
Стаффорд считает, что «весь актёрский состав в равной степени отличный, а Роберт Ньютон даёт на удивление сильную и одновременно сдержанную игру в качестве безумно ревнивого Риордана. Соблазнительная и стильная Сэлли Грэй идеально подходит на роль избалованной и неверной жены Риордана, для которой регулярные романы — это не более чем развлечение наподобие шопинга. А Фил Браун в роли несчастной жертвы Риордана представляет тип самодовольного волокиты, который почти заслуживает своей судьбы, но при этом достаточно симпатичен, чтобы вызвать беспокойство за него в самый страшный момент фильма. Добавляет немного юмора в происходящее Нонтон Уэйн в роли суперинтенданта Финсбери из Скотленд-Ярда, неунывающее поведение которого при расследовании скрывает стальную полицейскую хватку». «Кроме того, в картине присутствует незаметная, но погружающая в размышления музыка итальянского композитора Нино Роты, который вскоре после этого начнёт сотрудничать с Федерико Феллини, начиная с фильма „Белый шейх“ (1952)».